# Kakofonie
Kakofonie is het door elkaar heen klinken van niet bij elkaar passende of niet op elkaar afgestemde geluiden. In overdrachtelijke zin wordt de term ook gebruikt voor andere zintuigen: een kakofonie van kleuren, een kakofonie van geuren. Dit komt van het Oudgriekse κακός ('kakós' lelijk) en φωνή ('phōnḗ' geluid).

## Wetenswaardigheden
- Gerrit Komrij schreef een boek Komrij's kakafonie, encyclopedie van de stront (2006).[2]
- Een verwant begrip is ketelmuziek.